# Edward Bond
Pour les articles homonymes, voir Bond.
 (avril 2016).
Si vous disposez d'ouvrages ou d'articles de référence ou si vous connaissez des sites web de qualité traitant du thème abordé ici, merci de compléter l'article en donnant les références utiles à sa vérifiabilité et en les liant à la section « Notes et références ».
Œuvres principales
- Sauvés
- Pièces de guerre (trilogie)

Edward Bond, né le 18 juillet 1934 à Holloway, quartier du nord de Londres (Angleterre), et mort le 3 mars 2024 à Great Wilbraham (Cambridgeshire, Angleterre), est un dramaturge, metteur en scène, théoricien, traducteur britannique.
Parallèlement à son œuvre dramatique abondante, il a développé une vaste réflexion théorique et politique sur l'art du théâtre, qu'il met en pratique dans ses mises en scène et dans des ateliers d'acteurs. Pour lui, l'art réinvente plusieurs fois la mort, la fiction est soit une tombe, soit un ventre. Face à l'histoire qui nous donne une image si basse de l'humanité, le théâtre doit nous montrer ce que l'homme est capable de faire et ce qu'il est.

## Biographie
Edward Bond naît à Great Wilbraham, un quartier populaire du nord de Londres, dans une famille ouvrière d'origine paysanne. Enfant, il connaît les bombardements, subit l'exclusion scolaire et commence à travailler à quinze ans. Il découvre le théâtre par le music-hall, où travaillait sa sœur, et avec une représentation de Macbeth qu'il voit adolescent. Il l'étudie en autodidacte et commence à écrire à la fin des années 1950.
Il est remarqué par le Royal Court Theatre qui créera ses premières pièces, et à qui il restera très attaché jusqu'aux années 1970.
Sa première pièce publique, Sauvés, créée en 1965, provoque un énorme scandale, qui fondera sa notoriété, avant de devenir un succès international. Il a depuis écrit plus de quarante pièces, tant pour les grandes institutions théâtrales (Lear, La Mer, Le Fou...) que pour des troupes plus modestes, étudiantes ou militantes (Jackets, Les mondes...). Son œuvre comprend également des livrets d'opéra et de ballet pour Hans Werner Henze, des adaptations, des traductions (de Tchekhov et Wedekind), des scénarios pour le cinéma (Blow-Up), des pièces radiophoniques (Chaise, Existence) ou télévisées (Mardi et Maison d'arrêt) et une abondante poésie.
Il développe par ailleurs une importante réflexion sur le théâtre, ses fondements anthropologiques et sa fonction culturelle, politique et morale, à partir de laquelle il crée de nouveaux moyens pratiques, expérimentés dans de fréquents ateliers d'acteurs ou d'étudiants.
Dans les années 1980, il rompt partiellement avec la scène institutionnelle britannique, mais autorise encore certaines de ses créations. Surtout, il se consacre à l'écriture de pièces pour les adolescents qui sont montées largement au Royaume-Uni ainsi qu'à l'étranger (Auprès de la mer intérieure, Les Enfants ou Onze débardeurs, Arcade...).
Son œuvre est avant tout diffusée à l'étranger, et en particulier en France, où elle connaît depuis les années 1990 un important écho.

### Citation
Je suis né à huit heures et demie
du soir le mercredi 18 juillet 1934
Il y avait un orage
Une heure avant ma naissance ma mère lavait les escaliers de son immeuble pour qu'ils soient propres quand la sage femme marcherait dessus
Dans le quartier où vivait ma mère on considérait les représentants du corps médical comme des agents de l'autorité
J'ai été bombardé pour la première fois à cinq ans
Le bombardement a continué jusqu'à ce que j'aie onze ans
Plus tard l'armée m'a enseigné neuf façons de tuer
Et à vingt ans j'ai écrit ma première pièce
Comme tous les gens en vie au milieu de ce siècle ou nés depuis
Je suis citoyen d'Auschwitz et un citoyen d'Hiroshima
Je suis citoyen du monde humain qui est encore à construire.
(Poème d'Edward Bond à propos de sa propre naissance)

## Analyse de l'œuvre

### Enjeux esthétiques et politiques de son écriture
L’écriture des pièces de théâtre d’Edward Bond répond de manière singulière et innovante à un enjeu à la fois poétique et politique.
Il réinvente un langage qui sollicite particulièrement l’imagination du spectateur. Son écriture mêle à la fois un parlé populaire, et un langage lyrique. Par un travail de distorsion de la langue, il utilise un langage très concret, très imagé, ce qui crée un aspect étrange à la langue, mais qui se démarque par une force d’évocation, qui « revivifie la langue » afin de saisir directement la conscience du spectateur.
Par l’écriture, Bond cherche à renouveler les moyens dramatiques du théâtre politique. Il tente de dépasser les modèles néo-brechtiens, qui lui servent massivement de fondements. Il substitue aux effets de distanciation de Brecht, une nouvelle forme qui puisse rendre compte de l’expérience humaine individuelle.

### Conception du théâtre d’Edward Bond
Bond considère que le théâtre est un lieu de formation de soi, qui clarifie ce que sont les êtres humains, et de cette façon, crée l’humain. Dans son théâtre, on trouve les questions qui nous définissent, par le traitement dramaturgique de situations extrêmes. Ce théâtre redonne la place à l’imagination dans le processus éducatif.

« L’œuvre dramatique qu’elle soit tragique ou comique, a deux finalités : "connais toi toi-même" et "deviens toi-même". »

Le théâtre est donc pour Edward Bond le lieu de la compréhension de l’humain, et c’est par lui que peut passer le changement de la réalité. Ce processus passe par la confrontation de la pseudo réalité des images à la réalité de la scène.

### Le paradoxe de l'innocence radicale
Le paradoxe de l'innocence radicale est l'un des axiomes de base du théâtre d'Edward Bond. Ce dernier pense que nous naissons tous radicalement innocents, vivants dans un monde mort. L'innocence ne se traduit pas dans nos comportements mais se trouve à la racine de notre être. L'enfant qui naît est ignorant de la loi qui existe. L'homme est corrompu par la société qui lui enseigne les notions de culpabilité, de haine et de peur qu'il ne devrait pas ressentir originellement.
« L'individu transfère à sa corruption toute la force de son innocence. »
L'auteur nous explique ce procédé dans l'unité 2 de sa pièce Rouge noir et ignorant, dans laquelle il présente un jeune garçon, Robinson, qui a craché involontairement sur le personnage du Monstre, il le lui indique, et l'aide à le nettoyer, cela ne dérange pas le Monstre outre mesure. Il se réfugie alors dans les toilettes pour penser mais le professeur l'y surprend et apprend ce qui vient de se passer. Il lui ordonne d'aller voir Robinson et de lui dire : 

« C'est contre les règles de l'école de cracher à l'intérieur des bâtiments de l'école ou dans la cour de l'école. Cracher n'est ni hygiénique, ni bien élevé. Et davantage encore cela peut aboutir à des situations incontrôlables. Avec ce crachat tu aurais pu perdre mon amitié, »

et de lui cracher dessus à son tour. Cela engendre une bagarre entre les deux enfants. Le professeur a enseigné la culpabilité, faisant des amis des ennemis.
La violence n'est pas le fait de l'être humain, elle est le produit de la loi qui nous protège censément de la violence. Le mal est toujours réactionnel, il est dans le sentiment de l'injustice, dans la situation. Le mal est l'idée que nous avons de lui. La société fait de nous des monstres. Nous sommes donc radicalement innocents du mal qu'une société injuste nous inculque et d'autre part, ce mal et cette société créent notre humanité en la détruisant.

## Œuvre

### Œuvre dramatique

#### Traduite en français
- Les Noces du Pape (1969) trad. Georges Bas et Jérôme Hankins, L'Arche, 1997
- Sauvés (1966), trad. Georges Bas et Jérôme Hankins, L'Arche, 1997
- Au petit matin (1968), trad. Georges Bas, L'Arche, 2000
- Route étroite vers le grand Nord (1968), trad. Éric Kahane, Christian Bourgois, 1970
- Demain la veille (1969), trad. Éric Kahane, Gallimard Édition, 1970
- Lear (1972), trad. Georges Bas, L'Arche, 1998
- La Mer (1973), trad. Jérôme Hankins, L'Arche, 1998
- Bingo (1974), trad.Jérôme Hankins, L'Arche, 1994
- Le Fou (1976), trad. Georges Bas, L'Arche, 2000
- La Femme (1977), trad. Georges Bas, L’Arche, 2006
- Les Mondes (1979)
- Eté (1982), trad. Jean-Louis Besson et René Loyon, L’Arche, 1991
- La trilogie Pièces de guerre (1983-1985)[6] :
  - Rouge, noir et ignorant, trad. Michel Vittoz, L’Arche, 1994
  - La Furie des nantis, trad. Michel Vittoz, L’Arche, 1994
  - Grande Paix, trad. Michel Vittoz, L’Arche, 1994
- Jackets ou la main secrète (1990), trad. Malika B. Durif, L’Arche, 1992
- La Compagnie des hommes (1990), trad. Malika B. Durif, L’Arche, 1992
- Maison d'arrêt (1993), trad. Armando Llamas, L’Arche, 1993
- Mardi (1993), trad. Jérôme Hankins, Pascal Balcon, L’Arche, 1995
- Checkup (1997), trad. Michel Vittoz, Laure Hémain, Christel Gassié, L’Arche, 1997
- Au petit matin (1999), trad. Georges Bas, L’Arche, 1999
- Auprès de la mer intérieure (1997), trad. Catherine Cullen et Stuart Seide, L’Arche, 2000
- Café (1995), trad. Michel Vittoz, L’Arche, 2000
- Le Crime du XXIe siècle (1999), trad. Michel Vittoz, L’Arche, 2001
- Onze débardeurs (1997), trad. Stuart Seide et Catherine Cullen, L’Arche, 2002
- Les Enfants (2001), trad. Jérôme Hankins, L’Arche, 2002
- Si ce n’est toi (2001), trad. Michel Vittoz, L’Arche, 2003
- Existence (2002), trad. Michel Vittoz, L’Arche, 2003
- Chaise (2005), trad. Michel Vittoz, L’Arche, 2003
- Le Numéro d’équilibre (2003), trad. Jérôme Hankins, L’Arche, 2006
- La Pierre, trad. Jérôme Hankins, L’Arche, 2006
- La Petite Électre (2003), trad. Jérôme Hankins, L’Arche, 2006
- Naître (2005), trad. Michel Vittoz, L’Arche, 2006
- Restauration (2007), trad. Georges Bas, L’Arche, 2009
- Les Gens (2006), trad. Michel Vittoz, L'Arche, 2014

#### En anglais
- There Will Be More (2010)

### Écrits théoriques
- L'Enfant dramatique (essai), trad. Jérôme Hankins, P. Balcon, L’Arche, 1995
- Commentaires sur les Pièces de guerre et le Paradoxe de la paix, L'Arche, 1995
- L'Énergie du sens, lettres, poèmes et essais, ouvrage dirigé par Jérôme Hankins, trad. Georges Bas, Jérôme Hankins et Séverine Magois, Éditions Climats & Maison Antoine Vitez, 2000
- La Trame cachée, trad. George Bas, Jérôme Hankins et Séverine Magois, L’Arche, 2003
- Entretiens avec David Tuaillon, Archimbaud/Les Belles Lettres, 2013

### Articles en revues
- « Un langage pour le présent »[7], Périphéries, janvier 1998
- « L’imagination, entre le gouffre et le salut »[8], propos recueillis par Mona Chollet et Luz, Périphéries, version longue d’un entretien paru dans Charlie Hebdo du 31 mai 2000

### Scénarios de films
- Blow-Up, 1966, réalisateur Michelangelo Antonioni
- Michael Kohlhaas, 1969, réalisateur Volker Schloendorff
- La Chambre obscure (Laughter in the Dark), 1968, réalisateur Tony Richardson
- Walkabout, 1971, réalisateur Nicolas Roeg
- Nicholas and Alexandra, 1971, réalisateur Franklin Schaffner
- Avril rouge, 1973, réalisateur Antonio Calenda
- The Return, le retour d'Ulysse, 2024, d'Uberto Pasolini

### Pièces pour la télévision
- The Sea, 1978, BBC
- Derek, 1984, Thames
- Bingo, 1989, BBC
- Olly's Prison, 1992, BBC
- Tuesday, 1993, BBC

### Livrets d'opéra
- Welcome To The River, Opéra Libretto, 1976, Royal Opera House, Londres
- Orpheus, scénario de ballet pour Hans Werner Henze, Royal Court Theatre, 1981, Londres
- La Chatte anglaise, musique de Hans Werner Henze Création mondiale au festival de Schwetzingen en 1983, coproduction avec l’opéra de Lyon en 1984.

### Adaptations de pièces en langue étrangère
- A Chaste Maid in Cheapside, Thomas Middleton, 1965
- Three Sisters, Anton Tchekhov, 1967, Royal Court Theatre, Londres
- Spring Awakening, Frank Wedekind, 1974, National Theatre, Londres
- The White Devil, John Webster, 1976, Old Vic, Londres
- Lulu, Frank Wedekind, 1992

#### Revues
- David Tuaillon, « Les Pièces de guerre d’Edward Bond : une approche politique de la guerre nucléaire hors des canons militants », ILCEA [En ligne], 16 | 2012, mis en ligne le 4 juillet 2012, sur journals.openedition.org
- Numéro spécial de la revue électronique du Théâtre national de la Colline, conçu et rédigé par Edward Bond et David Tuaillon, 2006
- Théâtre / Public, no 111, mai-juin 1993 : « Un théâtre politique visionnaire », pp. 11-22 ; « Une connaissance diabolique de la scène », pp. 23-31 ; « On écrit avec le sang des autres », pp. 32-41 ; « L'examen attentif du visage humain » pp. 42-50
- Théâtre en Europe, no 7, juillet 1985, « Le théâtre que je veux », pp. 5-6
- Magazine MAC 94, no 9, 1985, spécial Edward Bond (en collaboration avec le British Council)

### Vidéo
- Extrait de Pièces de guerre sur Dailymotion